# Terminália (festival)
Terminália (em latim: Terminalia) foi um antigo festival da antiga Roma em honra do deus Término, que era a divindade tutelar das fronteiras.
A sua estátua era uma simples pedra colocada na terra para marcar os limites entre duas propriedades adjacentes. No festival os dois proprietários dos terrenos onde havia tais pedras-estátuas coroavam-nas com flores e formavam uma mesa de altar onde faziam oferendas de grãos, mel e vinho e sacrificavam um cordeiro ou um porco; acabavam cantando ao deus.
O festival público era feito na sexta pedra da via entre Roma e Laurento, supostamente porque aquela era a extensão antiga do território romano em tal direcção. O festival era celebrado em 23 de fevereiro, no dia antes do regifugium ou fugália. Fevereiro era o último mês do ano romano, e o dia 23 de fevereiro o último dia do ano romano.